# Музей первых Пястов

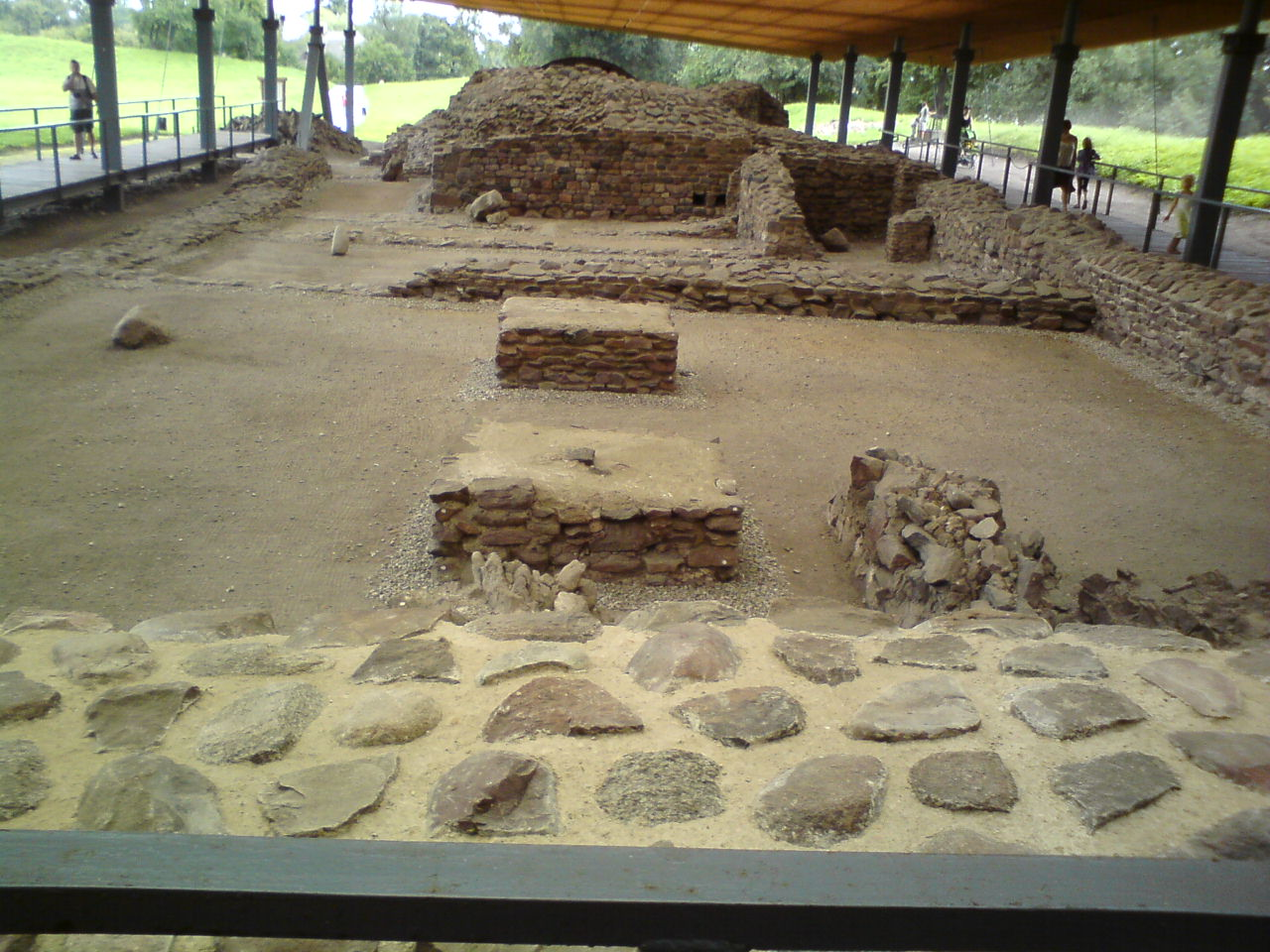
Археологические раскопки

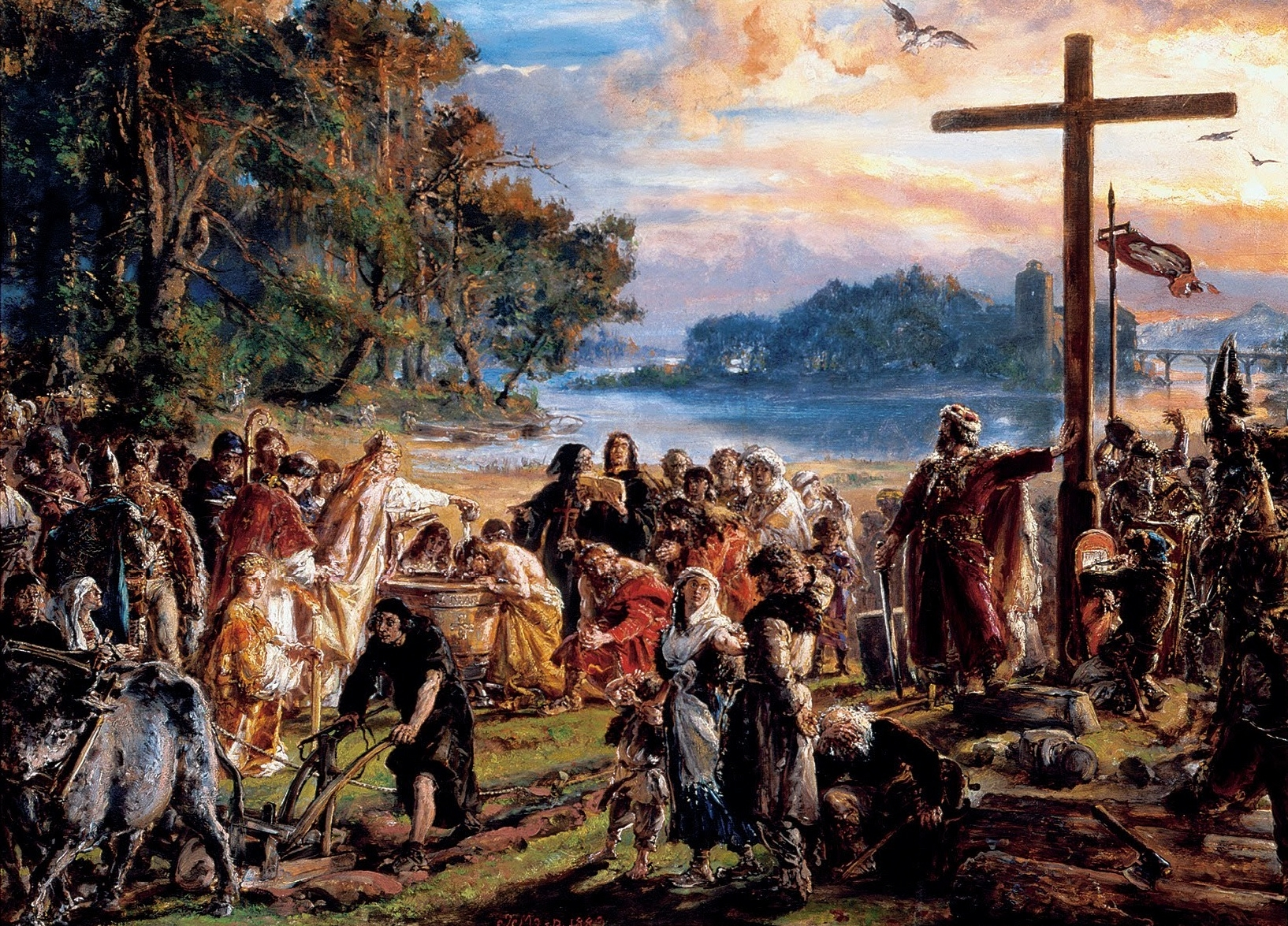
Картина «Крещение Польши» авторства Яна Матейко. На заднем плане виден остров Острув-Ледницкий, на котором находилась крепость, построенная Мешко I

Музей первых Пястов, полное наименование Музей первых Пястов на Леднице (пол. Muzeum Pierwszych Piastów na Lednicy) – музей под открытым небом, находящийся на острове Острув-Ледницкий в южной части озера Ледница. Музей территориально входит в состав села Дзекановице Гнезненского повята Великопольского воеводства. Зарегистрирован в Государственном реестре музеев. Музей экспонирует археологические артефакты каменной дворцовой и религиозной архитектуры, а также деревянного ограждения поселения. Наиболее важным объектом музея являются остатки города периода первых Пястов, который датируется ранним среденевековьем. Музей находится на территории Ледницкого ладшафтного парка.

## История
Экспозиция современного музея непосредственно связана с историей первой польской княжеской династии Пястов. Во времена Мешко I и Болеслава Храброго на острове озера Ледница находилась крепость Острув-Ледницкий, которая была одним из главных оборонных и административных центров Польши. В южной части острова Мешко I соорудил каменную стену, состоящую из нескольких фортификационных сооружений. Развалины стены, местами до 3 метров, сохранились до настоящего времени. Крепость была связана с противоположным берегом деревянными мостами. В конце 80-х XX столетия при археологических раскопках были обнаружены несколько баптистериев. Существует версия, что именно в этом городе в 966 году Мешко I и его окружение приняли крещение.
Музей был основан 1 января 1969 года. Первоначально он был археологическим заповедником, созданным для охраны пястовского наследия гнезненского повята и назывался «Музеем истоков Польского государства на Леднице». С 1 января 1970 года музей был передан под управление Великопольского воеводства. 14 августа 1975 года, когда в Гнезно был учреждён одноимённый музей, воевода Великопольского воеводства переименовал музей на Леднице в «Музей первых Пястов на Леднице». 8 сентября 1994 года президент Польши присвоил музею титул «памятник истории».

## Экспозиция
Экспозиция музея сочетает в себе археологические раскопки, этнографическое и природное окружение. На территории музея находятся развалины дворца, церкви и крепостной стены второй половины X века.
Музей включает в себя всю территорию Острува-Ледницкого, раскопки городов периода раннего средневековья в селе Геч (включён в состав музея в 1984 году), городища «Гжибово» около города Вжесня (включён в состав музея в 1997 году), городище «Острув-Радомский» на территории несуществующего сегодня села Радзим возле города Мурована-Гослина (включён в состав музея в 2002 году),
Музей также создал Великопольский этнографический парк в Дзекановице, представляющий реконструкцию деревни Великой Польши начала XX века.
Музей занимается издательской деятельностью, выпуская научный сборник «Studia Lednickie», который затрагивает различные вопросы истории города на Оструве-Ледницком.

## Источник
- Muzea Wielkopolski. Poznań: Kwartet, 2004, стр. 15-16. ISBN 83-917016-5-4.